# Marie Louise Andrews
Marie Louise Andrews (nascida Newland; Bedford, 31 de outubro de 1849 – Connersville, 7 de fevereiro de 1891) foi uma autora e editora americana de Indiana. Ela foi uma das fundadoras da Western Association of Writers, e trabalhou como secretária desde sua organização até junho de 1888, quando se aposentou. Ela escreveu muito em verso e prosa, mas nunca publicou suas obras em forma de livro, e pouco de seu trabalho foi preservado.

## Infância e educação
Mary (posteriormente "Marie") Louise Newland nasceu em Bedford, Indiana, em 31 de outubro de 1849. Ela era a segunda filha do Dr. Benjamin Franklin Newland (1821–1889) e de Louisa Ann (Curry) Newland, que foram alfabetizados e considerados intelectuais. Sua infância foi passada em Bedford, onde ela foi alfabetizada principalmente em escolas particulares. Ela era uma estudante em Saint Mary-of-the-Woods, em St. Agnes' Hall, Terre Haute, Indiana, e no Hungerford Collegiate Institute, Adams, Nova Iorque, que foi destruído por um incêndio pouco antes de começar as aulas, de modo que Andrews não concluiu totalmente a graduação. Andrews falava francês e alemão e estava familiarizada com a literatura latina e moderna.

## Carreira
No inverno de 1885-86, enquanto trabalhava como editora no Indianapolis Herald, Andrews e outros colaboradores do jornal, incluindo John C. Ochiltree, Dr. James Newton Matthews, Richard Lew Dawson e Dr. Henry William Taylor, tornaram-se os fundadores do movimento Western Association of Writers, discutindo publicamente a ideia de uma associação de escritores através das colunas Herald's. Andrews, co-fundadora da associação, trabalhou como secretária de sua organização até junho de 1888, quando se aposentou do escritório. Entre seus conhecidos estavam muitos dos escritores proeminentes do Região Oeste dos Estados Unidos, e nas convenções anuais da associação, ela sempre foi um membro . Ela também foi lembrada como uma conversadora brilhante e uma oradora improvisada eficaz.
A Western Association of Writers deve sua organização e estabelecimento, em grande parte, aos esforços infatigáveis de Andrews. Andrews não era uma autora no sentido técnico de ter publicado um livro, mas ganhou uma reputação bem merecida como uma escritora pronta e versátil de poemas, ensaios e esboços, contribuindo para várias publicações periódicas. Seu interesse pela obra literária era muito mais amplo do que um assunto puramente pessoal. O desenvolvimento da literatura ocidental, e seu reconhecimento pelo país e pelo mundo em geral, estava em sua mente há algum tempo antes de ter a oportunidade de demonstrar a praticabilidade de suas ideias na associação com a qual seu nome estava intimamente identificado. Ela previu o crescimento da literatura no ocidente, suas ideias sobre esse crescimento e os melhores meios de promovê-lo foram incorporadas na associação. Serviu como um meio de apresentar ao público dezenas de escritores talentosos. Ela foi uma das promotoras mais ativas da organização desde que iniciou e foi uma de suas amigas mais firmes ao longo dos anos em que sua continuidade parecia questionável.

## Vida pessoal
Em 15 de maio de 1875, ela casou-se com Albert M. Andrews, até então em North Vernon, na Indiana. Logo depois, eles se mudaram para Connersville, onde trabalhou no ramo farmacêutico. Ela esteve em Indianápolis por vários invernos, supervisionando a educação de seu filho, Albert Charlton Andrews, que era seu único filho. Andrews morreu em Connersville em 7 de fevereiro de 1891.

## Poema[6]
Há sorrisos pela manhã e lágrimas à noite,

 Num mundo globalizante,

Há esperanças pela manhã e orações à noite

 Para muitos é apenas um viajante.

Há lágrimas não varridas e músicas desconhecidas,   

 E aquela angústia humana não percebida,

Devido as esperanças, medos, sorrisos e lágrimas,

 As bênçãos caem de maneira sofrida!